# Le Mesnil-Saint-Jean
Le Mesnil-Saint-Jean est une commune nouvelle française résultant de la fusion — au 1er janvier 2019 — des communes de Saint-Georges-du-Mesnil et Saint-Jean-de-la-Léqueraye, située dans le département de l'Eure, en région Normandie.

## Géographie

### Hydrographie
La commune est située dans le bassin Seine-Normandie. Elle est drainée par le ruisseau de la Croix Blanche,.

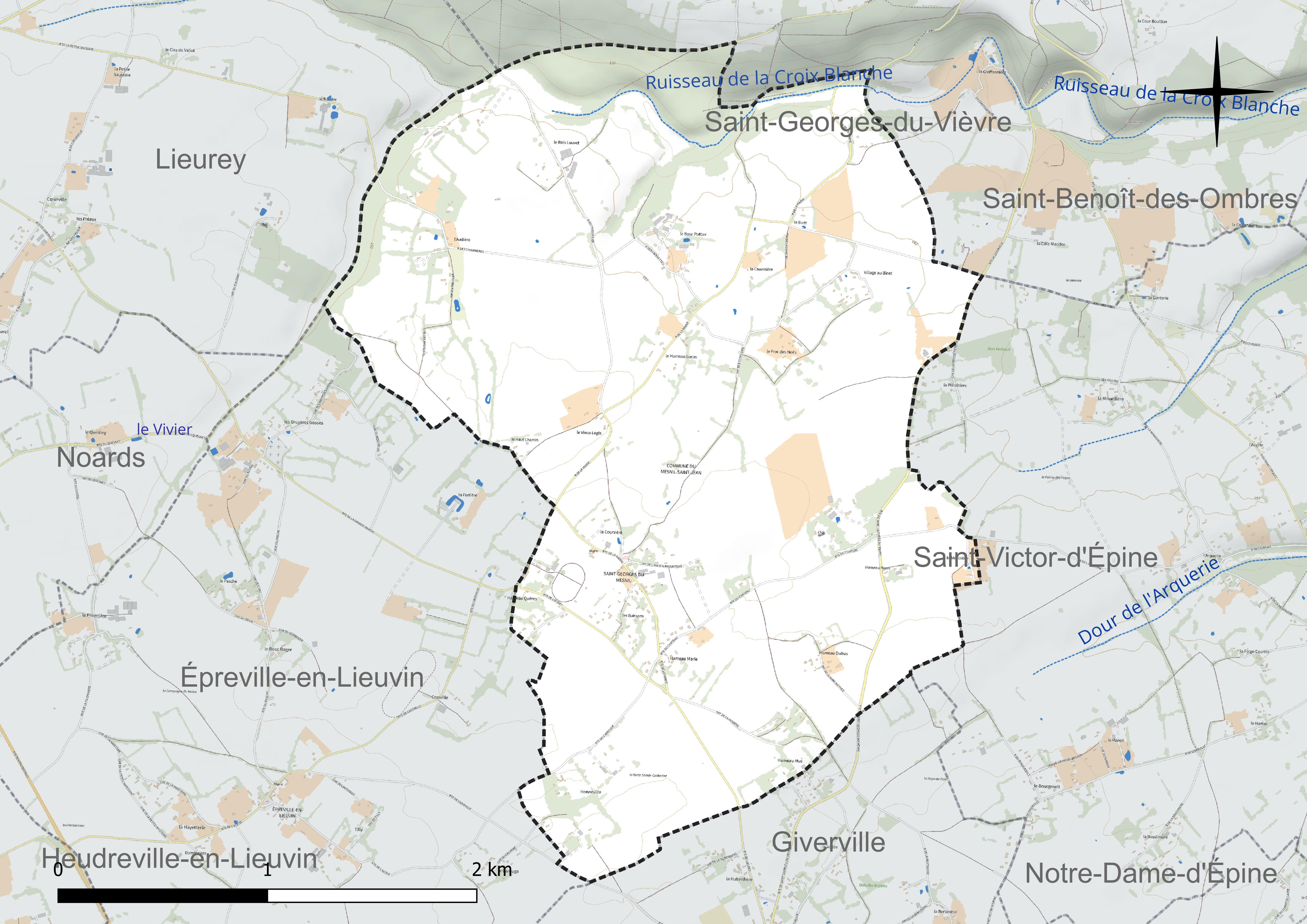
Réseau hydrographique du Mesnil-Saint-Jean.

### Climat
Pour des articles plus généraux, voir Climat de la Normandie et Climat de l'Eure.
En 2010, le climat de la commune est de type climat océanique dégradé des plaines du Centre et du Nord, selon une étude du CNRS s'appuyant sur une série de données couvrant la période 1971-2000. En 2020, Météo-France publie une typologie des climats de la France métropolitaine dans laquelle la commune est exposée à un climat océanique et est dans la région climatique Côtes de la Manche orientale, caractérisée par un faible ensoleillement (1 550 h/an) ; forte humidité de l’air (plus de 20 h/jour avec humidité relative > 80 % en hiver), vents forts fréquents. Parallèlement le GIEC normand, un groupe régional d’experts sur le climat, différencie quant à lui, dans une étude de 2020, trois grands types de climats pour la région Normandie, nuancés à une échelle plus fine par les facteurs géographiques locaux. La commune est, selon ce zonage, exposée à un « climat contrasté des collines », correspondant au Pays d’Auge, Lieuvin et Roumois, moins directement soumis aux flux océaniques et connaissant toutefois des précipitations assez marquées en raison des reliefs collinaires qui favorisent leur formation.
Pour la période 1971-2000, la température annuelle moyenne est de 10,1 °C, avec  une amplitude thermique annuelle de 13,5 °C. Le cumul annuel moyen de précipitations est de 844 mm, avec 12,7 jours de précipitations en janvier et 8,7 jours en juillet. Pour la période 1991-2020, la température moyenne annuelle observée sur la station météorologique la plus proche, située sur la commune de Lieurey à 5 km à vol d'oiseau, est de 11,3 °C et le cumul annuel moyen de précipitations est de 893,1 mm,. Pour l'avenir, les paramètres climatiques de la commune estimés pour 2050 selon différents scénarios d’émission de gaz à effet de serre sont consultables sur un site dédié publié par Météo-France en novembre 2022.

## Urbanisme

### Typologie
Au 1er janvier 2024, Le Mesnil-Saint-Jean est catégorisée commune rurale à habitat très dispersé, selon la nouvelle grille communale de densité à 7 niveaux définie par l'Insee en 2022.
Elle est située hors unité urbaine et hors attraction des villes,.

## Toponymie
Le néo-toponyme est issu de la fusion de Saint-Georges-du-Mesnil et Saint-Jean-de-la-Léqueraye
Cet appellatif toponymique repose sur l’ancien français maisnil, mesnil « habitation avec pièce de terre, demeure, maison, manoir », et parfois « métairie », issu du bas-latin mansionile, dérivé neutre en -ile du latin mansio « résidence », lui-même un dérivé nominal du verbe manēre « demeurer, rester ».
L'hagiotoponyme Saint-Jean fait allusion à l'église paroissiale de Saint-Jean-de-la-Léqueraye détruite.

## Histoire
La commune est créée au 1er janvier 2019 par un arrêté préfectoral du 25 septembre 2018.

## Politique et administration

### Liste des maires
| Période      | Période  | Identité        | Étiquette | Qualité     |
| ------------ | -------- | --------------- | --------- | ----------- |
| janvier 2019 | En cours | Philippe Leroux | DVD       | Agriculteur |

### Communes déléguées
| Nom                             | Code Insee | Intercommunalité       | Superficie (km2) | Population (dernière pop. légale) | Densité (hab./km2) |
| ------------------------------- | ---------- | ---------------------- | ---------------- | --------------------------------- | ------------------ |
| Saint-Georges-du-Mesnil (siège) | 27541      | CC Lieuvin Pays d'Auge | 3,18             | 139 (2016)                        | 44                 |
| Saint-Jean-de-la-Léqueraye      | 27551      | CC Lieuvin Pays d'Auge | 4,67             | 63 (2016)                         | 13                 |

## Démographie
L'évolution du nombre d'habitants est connue à travers les recensements de la population effectués dans la commune depuis sa création.

En 2022, la commune comptait 166 habitants, en évolution de −17,82 % par rapport à 2016 (France hors Mayotte : +2,11 %).
| 2015 | 2020 | 2022 |
| ---- | ---- | ---- |
| 193  | 202  | 166  |

## Économie
La commune est le lieu de fabrication des glaces de la Ferme du Bois Louvet.